# Snoppen och snippan
Snoppen och snippan är en barnvisa från 2015 skriven av Johan Holmström framförd av Busbandet i en tecknad video för programmet Bacillakuten på Barnkanalen. En EP släpptes för digital nedladdning den 28 januari 2015. Låten släpptes senare på albumet Snoppen & Snippan och såna grejer.
Videon visades först på Facebook, för att uppmärksamma att programmet skulle handla om sex och samliv. Förutom att man vill torgföra att det avhandlades ett viktigt ämne ville man varna tittare som kunde ta anstöt och inte ville att deras barn skulle se programmet.
Videon visar lustiga och stiliserade karikatyrer på kvinnliga och manliga könsorgan som dansar till låten. Snipporna visas framifrån och snopparna visas uppresta med scrotum under penisen.
Videon fick kritik för anstötlig låttext och animationer, men också för icke-inkluderade och stereotyp utformning. Att låt och bilder inte var inkluderande visades med att det förutsattes att bara män har snoppar och bara kvinnor har snippor, och att det bara visas en snopp som pussar en snippa, men inte exempelvis två snippor som pussas. Det stereotypa visades med att snoppen verkade mer aktiv och såg ut att vara erigerad, medan snippan var passiv. Bland annat exemplifierat med textraderna "Här kommer snoppen i full galopp" och "snippan sitter där så elegant".
Animatören Johannes Barte, som gjorde musikvideon, menade att det aldrig var tänkt att göra något som var anatomiskt korrekt, och att det viktiga var starka färger och mjuka former. Johan Holmström menade att han skrivit en skojig låt, att det är tramsigt att analysera sönder den och att den inte på något sätt handlar om sexualitet.
Sveriges Television förklarade att de tyckte det var viktigt att presentera ämnet på ett lekfullt sätt, så att vuxna kan prata med barnen om snoppen och snippan, men beklagade att det delvis gick att uppfatta den icke-inkluderande.
Videon blev snabbt viral, till stor del tack vare kritiken. Bland annat satte Youtube åldersgräns på 18 år för den, men det ändrades efter diskussioner med redaktionen för barnprogrammet. Videon nådde den amerikanska talkshow-värden Conan O'Brien, som gjorde sak av att en av snopparna såg ut som en karikatyr av honom själv. Johannes Barte berättade att han faktiskt tagit inspiration av Conan O'Brien, hans gänglighet och röda hår.
Den internationella uppmärksamheten gjorde att det också gavs ut en engelsk version, som publicerades den 13 mars 2015 av SVT på Youtube. Holmström hoppades på att låten skulle bli nominerad till årets barnalbum under Grammisgalan men den blev inte det. Han tilldelades sedermera RFSU-priset, som går till någon som lyfter sexualitet på ett positivt sätt. Under sommaren 2015 uppträdde Busbandet med låten i Sommarkrysset.